# Zelotes pullus
Zelotes pullus este o specie de păianjeni din genul Zelotes, familia Gnaphosidae. A fost descrisă pentru prima dată de Bryant, 1936. Conform Catalogue of Life specia Zelotes pullus nu are subspecii cunoscute.